# (5811) Keck
(5811) Keck (1988 KC) – planetoida z pasa głównego asteroid okrążająca Słońce w ciągu 4,19 lat w średniej odległości 2,6 j.a. Odkryta 19 maja 1988 roku.